# Josep Cristià i Solé
Josep Cristià i Solé (Badalona, 25 de maig de 1908 - Badalona, 22 de setembre de 1943) fou un futbolista català de les dècades de 1920 i 1930.

## Trajectòria
Començà jugant a la posició d'extrem dret, per passar posteriorment a la de mig ala. Començà a destacar a les files del FC Badalona, on jugà des de 1925 fins a 1931, any en què fou fitxat pel RCD Espanyol. Jugà amb el conjunt blanc-i-blau durant quatre temporades, disputant 57 partits a primera divisió. L'any 1935 retornà novament al FC Badalona, on jugà fins a 1938, any en què es retirà. Fou internacional amb la selecció de Catalunya durant els anys 1930, entre ells els dos partits enfront Brasil el 1934.
Va morir jove, l'any 1943, després d'una greu malaltia.

## Palmarès
- Campionat de Catalunya de futbol:
  - 1932-33